# NICE인프라
NICE인프라 주식회사(영어: NICE Infra)는 NICE그룹 산하의 ATM 기기 제조 전문 기업이다.

## 연혁
- 1993년: 회사 설립
- 2006년 7월 14일: 코스닥 시장 상장[출처 필요]
- 2025년 3월 25일: NICE인프라로 상호 변경[1][2]